# Code international de conduite pour la distribution et l’utilisation des pesticides
Le Code international de conduite pour la distribution et l’utilisation des pesticides est une norme internationale volontaire (c'est-à-dire non contraignante) adoptée par l'organisation des Nations unies pour l'alimentation et l'agriculture (FAO) qui concerne la gestion des pesticides. Elle s'applique à tous les produits phytosanitaires, dans la totalité de leur cycle de vie. Sans être opposable, il constitue le cadre international de référence pour une gestion rationnelle du cycle de vie des pesticides. 
Il s'adresse à toutes les instances publiques et privées concernées, notamment les autorités gouvernementales et l'industrie des pesticides.

## Histoire
Ce texte émane de la Division de la production végétale et de la protection des plantes (AGP) de la FAO. 
Le code de conduite a été adopté pour la première fois en 1985 lors de la 25e session de la conférence de la FAO, amendé en 1989 et révisé une première fois en 2002. Le texte en vigueur a été approuvé par la conférence de la FAO en juin 2013.
Le code international de conduite pour la distribution et l’utilisation des pesticides est complété par diverses directives mises au point conjointement par la FAO et l'OMS, qui concernent notamment la législation, l'homologation, la distribution et la vente, l'utilisation, le matériel d'application, les stocks de pesticides périmés, ainsi que le suivi et l'application du Code de conduite.
Par ailleurs, la FAO collabore avec l’OMS d'une part dans le cadre de la « réunion conjointe sur les résidus de pesticides » (JMPR) pour réduire les risques pour recommander les teneurs maximales en résidus des produits alimentaires destinés à la consommation humaine et animale, et d'autre part dans le cadre de la « réunion conjointe sur les spécifications des pesticides »  (JMPS), pour mettre au point les paramètres de qualité des produits pesticides à des fins règlementaires et commerciales.